# Macuxís
Els macuxís són un poble indígena que viuen a les zones frontereres del sud de Guyana, del nord del Brasil a l'estat de Roraima i a una part oriental de Veneçuela.

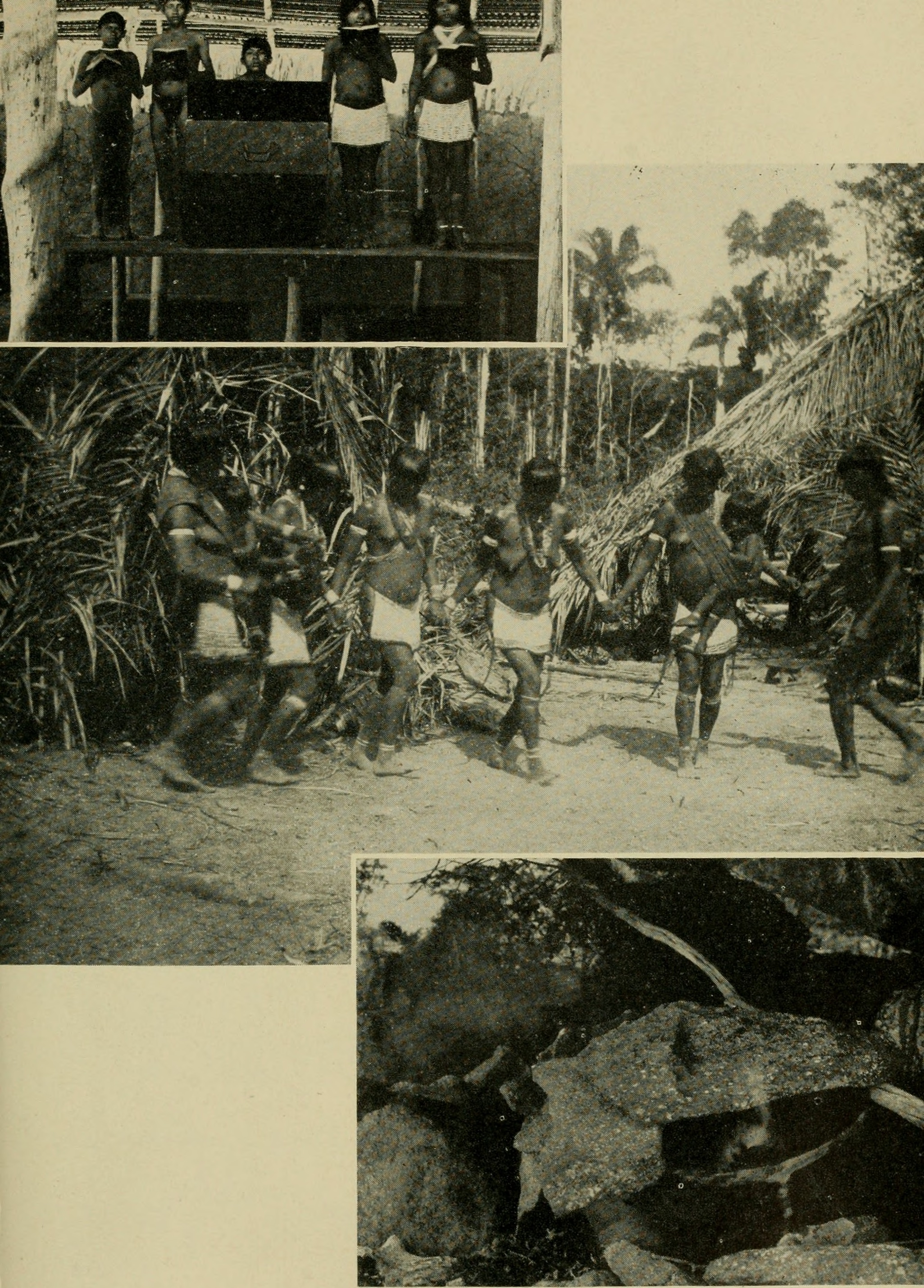
Macuxís el 1948

## Identificació
Els macuxí també s'escriu macusi, makushi, makusi, teueia, i teweya. Els macuxí, així com els arecuna, kamarakoto, i taurepan són considerats subgrups dels pemons.

## Llengua
Els macuxí parlen el macuxi, una llengua del grup Macuxi-Kapon, que forma part de la família de llengües carib. Alguns al Brasil també parlen portuguès, mentre que alguns a Veneçuela parlen castellà, i alguns a Guyana parlen anglès. El macuxi s'escriu amb alfabet llatí, i el Nou Testament s'hi va traduir el 1996.
Els macuxí són reluctants a ensenyar llur llengua als forasters, de manera que la llengua es va veure amenaçada fins a la dècada de 1950, ja que es considerava un argot en comparació amb el portuguès oficial.

## Habitatge i estil de vida
Viuen en pobles units per pistes i camins, amb cases construïdes al voltant d'un pati central. Quan es casa, la parella macuxí viu al poble de la família de la dona i el sogre té una gran importància en el parentiu macuxí.

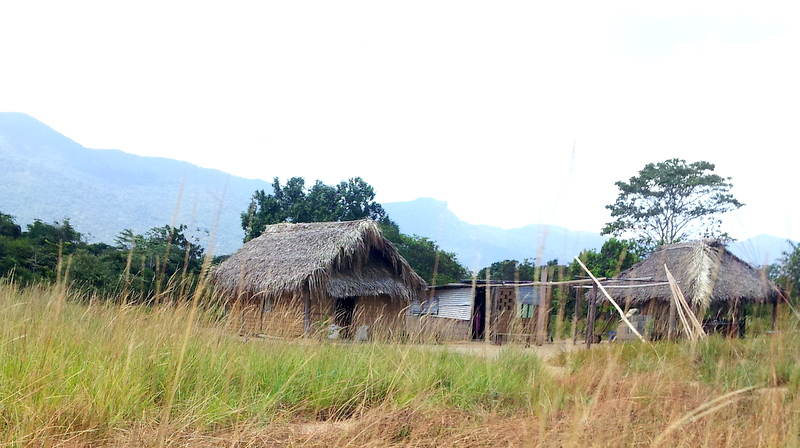
Poblat macuxí

Els macuxís practiquen mètodes de caça i agricultura, com ara el cultiu i l'intoxicació per peixos.
De manera similar a altres grups indígenes de la zona, la vida tradicional macuxí depèn molt de la mandioca amarga, i les tasques de cultiu es divideixen per gènere. Els homes netegen tradicionalment la terra i les dones tendeixen i recol·lecten. A la tradició macuxí, la mandioca es va crear amb finalitats de cultiu i és supervisada per una mare de mandioca ("kisera yan"). Les dones són les principals transformadores i els productes principals són el pa de mandioca, la farina, el parakari, el wo (beguda), la tapioca de midó i el casereep. L'estat de la vila es correlaciona amb l'èxit del conreu de la mandioca.

## Història i cultura
La història oral macuxí els descriu com a descendents dels fills del sol, el benevolent Insikiran (Inshkirung) i el seu malèvol germà Makunaima (o Negi) que va crear el foc, així com malalties, i també creuen que van descobrir Washacá, l'arbre de la vida. Els macuxí creuen en el principi de vida - stkaton - i creuen que provenen del sol. Similar a altres grupos amerindis (com patamona o akawaio) és la importància del piaiman, un home de medicina o líder espiritual i la creença en keinaimi (kanaima), un tipus d'esperit maligne que es personifica com un "foraster" que provoca la mort i la desgràcia. Kanaima s'ha associat amb canvis de forma (generalment animals com ara jaguars, ratapinyades o armadillos) i els atacs solen dirigir-se a individus quan estan sols, que serien assaltats i moren pocs dies després. Un altre ús del terme aplica el context espiritual a les tàctiques sigiloses, semblants als assassins, com a forma de protecció, però també pot tornar a danyar els beneficiaris.
Les primeres mencions registrades sobre els macuxí es van produir el 1740 en el context de les incursions d'esclavistes luso-brasileres dirigides per l'irlandès Lourenço Belforte. Des de la dècada de 1700 fins a finals de la dècada de 1800, els macuxí van ser empesos cap al nord per les incursions brasileres, i cap al sud pels intermediaris caribs i akawaio per holandesos i anglesos, limitant l'extensió de les seves terres a la Rupununi Savannah. Tot i que hi ha informes de macuxís que venen els seus propis a l'esclavitud, també s'ha observat que això es va fer sota coacció. Al 1800 els macuxís «es van especialitzar en la producció d'hamaques, artesanies diverses i una forma potent de curare» que es comercialitzaven entre altres grups amerindis de la regió sovint per a ratlladors de mandioca i sarbatanes.
Abans de la colonització europea, els macuxi eren semi-nòmades, però des de llavors s'han format assentaments permanents al voltant de missions catòliques o anglicanes o d'escoles governamentals. A la dècada de 1900, molts macuxís treballaven com a sagnadors de balata o a la ramaderia. Les polítiques indígenes brasileres han tingut un efecte més visible de la cultura macuxí en comparació amb la veïna Guyana, que la major part havia estat deixats sols.

### Brasil
Durant el segle xviii al Brasil, persones no natives van ocupar el territori de Macuxi, establint pobles i granges de missió i forçant els macuxís a mudar-se.
El govern brasiler ha creat escoles i hospitals per als macuxís i des del 2005 fan campanyes perquè els drets de la terra siguin reconeguts a tot el Brasil. Els macuxi són el grup indígena més gros de Roraima i formen un segment de la població de Boa Vista. Raposa Serra do Sol és una àrea indígena reconeguda dels macuxi.

### Guyana
A Guyana, els macuxís es van establir a la sabana Rupununi del Nord. Cuthbert Cary-Elwes, un jesuïta missioner establert entre els macushí de la regió de Rupununi (Guyana) el 1909, va aprendre l'idioma i va romandre amb ells durant més de 23 anys. El Centre Internacional Iwokrama per a la Conservació i el Desenvolupament de la Selva Tropical està gestionat pels macuxís i els pobles d'Annai, Kwatamang, Surama, Rewa, Crash Water, Karasabai i Yupukari són considerats assentaments macuxís. Al sud de Rupununi, St. Ignatius i Moco-Moco també són assentaments macuxís.
L'aixecament de Rupununi dirigit per destacades famílies ramaderes europees i ameríndies, va cobrir gran part del territori tradicional Macuxi i també van morir molts macuxí.

## Persones notables
- Bernaldina José Pedro (1945-2020), activista brasilera i líder tribal.[15]
- Sydney Allicock (~1955), vicepresident guyanès.[16]